# Passage Plasko
Passage Plasko (persisch ساختمان پلاسکو), auch bekannt als Plasco Building, war ein Hochhaus in der iranischen Hauptstadt Teheran.

## Geschichte
Das Gebäude wurde 1962/63 als höchstes Gebäude des Irans errichtet und war im 20. Jahrhundert das zweithöchste Gebäude des Landes. Auftraggeber war der jüdisch-iranische Geschäftsmann Habib Elghanian. Es wurde nach dem Plastikhersteller Plasko des Bauherrn benannt und beherbergte Wohn- und Geschäftsräume. Auf Straßenebene befand sich im Vorbau, in einem 1939 erbauten Gebäude, ein Einkaufszentrum.

### Brand und Einsturz
Am 19. Januar 2017 brach in dem Gebäude ein Brand aus, bei dem alle Besucher, Anwohner und Geschäftsleute gerettet werden konnten. Während der Löscharbeiten kollabierte das Gebäude nach etwa vier Stunden und begrub die eingetroffenen Rettungskräfte, wobei 30 Feuerwehrmänner ums Leben kamen. Die Behörden evakuierten während des Brandes die benachbarten Botschaften des Vereinigten Königreichs, Deutschlands und der Türkei.

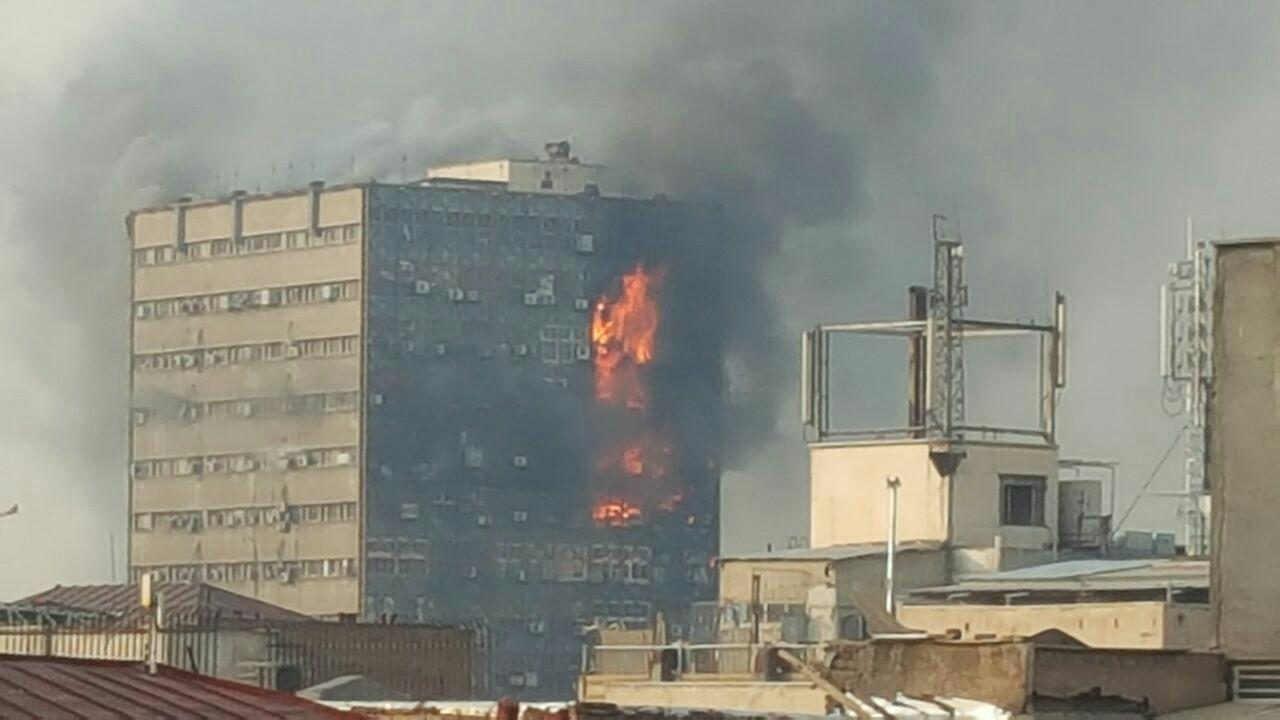
Plasko-Gebäude in Brand
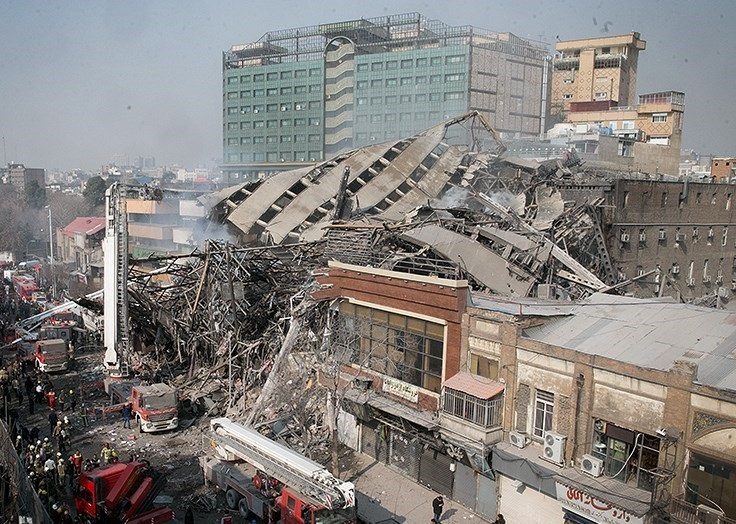
„Ground Zero“ des Plasko
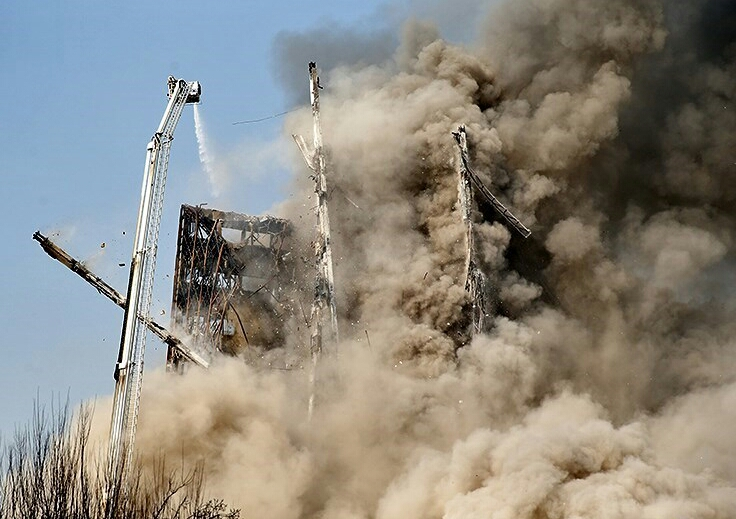
Zusammenbruch des Plasko
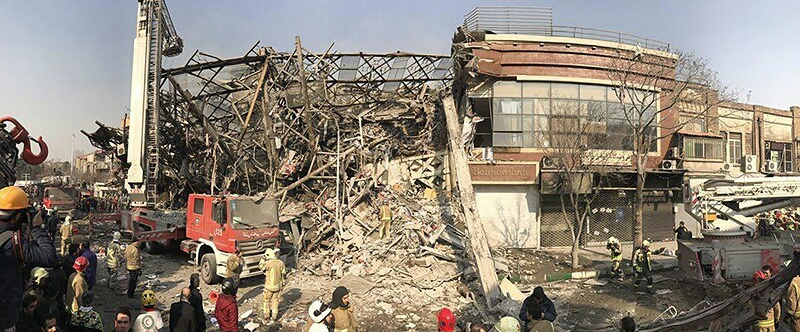
Blick auf den „Ground Zero“ des Einkaufszentrums
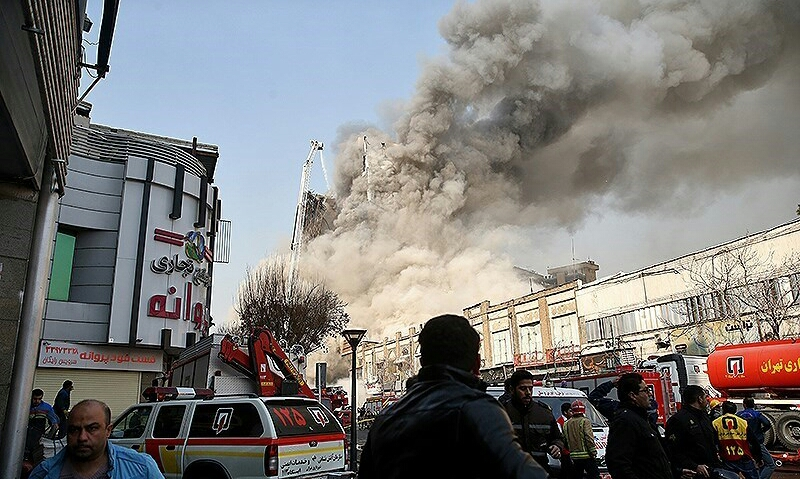
Zusammenbruch des Plasko
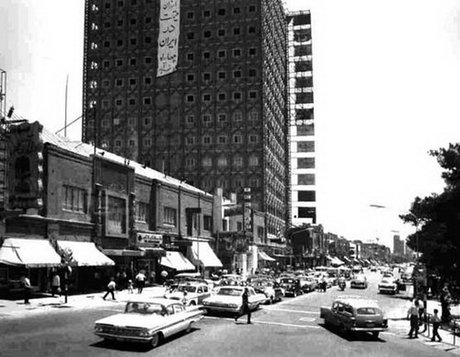
Blick auf das Einkaufszentrum, 1960er Jahre